# Iván Dibós
Iván César Dibós Mier (Lima, 18 de enero de 1939) es un dirigente deportivo, empresario y político peruano, miembro del Comité Olímpico Internacional. A lo largo de su carrera, ha promovido el deporte en Perú y a nivel internacional. Ocupó el cargo de presidente del Instituto Peruano del Deporte de 2003 a 2006 y se desempeñó como regidor de Lima entre 1990 y 1992 y como teniente alcalde de la ciudad de 1993 a 1995. También ha ocupado posiciones directivas en federaciones internacionales de deportes como remo, automovilismo y taekwondo. Actualmente, preside el Touring y Automóvil Club del Perú. 

## Biografía
Iván César Dibos Mier es hijo de Eduardo Dibós Dammert, empresario, político y dirigente deportivo. Fue alcalde de Lima en dos periodos (1938-1940 y 1950-1952) y Ministro de Fomento y Obras Públicas (1958-1959). Dibós Dammert fue miembro del Comité Olímpico Internacional (1968-1987) y fue el promotor de la primera participación olímpica de Perú en los Juegos Olímpicos de Berlín de 1936.
Dibos Mier es hermano de Eduardo “Chachi” Dibós Chappuis, quien también fue empresario y piloto de carreras. Fue alcalde de Lima desde 1970 hasta su fallecimiento en octubre de 1973.
Cursó la educación primaria en el Colegio Inmaculado Corazón y la secundaria en el Colegio Santa María Marianistas. Se graduó en Administración de Empresas en la Universidad de Detroit, Míchigan, Estados Unidos. Posteriormente, completó un curso en Defensa Nacional en el Centro de Altos Estudios Militares, gracias a una beca otorgada por la Sociedad Nacional de Industrias.

## Trayectoria

### Carrera deportiva
Dibós practicó diversos deportes desde su niñez, destacándose especialmente en el remo. Fue campeón peruano en múltiples ocasiones entre 1957 y 1973, representando al Club de Regatas Lima. En Estados Unidos, compitió para el Detroit Boat Club, donde ganó títulos nacionales, incluyendo el cuádruple scull en 1958, así como en la Royal Henley Regata de Canadá. Su destacada actuación en 1959 le valió ser reconocido en la sección "Pat on The Back" de la revista Sports Illustrated.
A su regreso, representó a Perú en cuádruple scull en los III Juegos Panamericanos de 1959 en Chicago, Illinois, Estados Unidos. Posteriormente, se convirtió en campeón máster en Argentina, Perú y Estados Unidos.
Dibós fue presidente de la Federación Peruana de Ciclismo de 1967 a 1968, y luego se desempeñó como secretario general de la Federación Peruana de Remo de 1971 a 1974 y como tesorero de la misma entre 1980 y 1981. Desde entonces, también forma parte de la directiva del Comité Olímpico Peruano.
En 1982, fue elegido como miembro del Comité Olímpico Internacional (COI), la máxima entidad responsable de promover el movimiento olímpico a nivel mundial y de organizar los Juegos Olímpicos. A lo largo de su carrera en el COI, ha formado parte de diversas comisiones, incluyendo: Televisión (1983-1984), Estudio y Evaluación para la Preparación de los Juegos Olímpicos (1984-1986), Cultura y Educación Olímpica (1988-2020), Radio y Televisión (2005-2015), Mujer y Deporte (2005-2020), y Asuntos Públicos y Desarrollo Social a través del Deporte (2018-2020).
En 1991, comenzó a integrar el Consejo de la Federación Internacional de Sociedades de Remo como representante continental de Sudamérica, cargo que ocupó hasta 2009. Desde 1998, fue elegido como miembro del Consejo de la Federación Mundial de Taekwondo y, en 2009, fue nombrado vicepresidente de dicha federación.
Durante el gobierno de Alejandro Toledo, Dibós fue designado presidente del Instituto Peruano del Deporte (IPD), cargo que ocupó desde septiembre de 2003 hasta septiembre de 2006, periodo en el cual la presidencia del IPD fue elevada a rango ministerial. Durante su gestión, dirigió la organización de la Copa América 2004 y del Campeonato Mundial Sub-17 de la FIFA.
Desde 2005, ocupó el cargo de vicepresidente del Touring y Automóvil Club del Perú. En 2009, postuló a la vicepresidencia de la Federación Internacional del Automóvil en una lista liderada por el piloto de rally finlandés Ari Vatanen. A partir de 2011, asumió la presidencia del club, lo que le ha permitido seguir promoviendo el automovilismo y mejorar la movilidad en el Perú. En agosto de 2024, se celebró el centenario del Touring, con Dibós como figura central de la conmemoración.
En el marco de la 131.ª Sesión del Comité Olímpico Internacional, celebrada en Lima en 2017, Iván Dibós desempeñó un papel clave para garantizar que la capital peruana mantuviera la sede del evento, a pesar del fenómeno de El Niño costero ese mismo año. Además, fue fundamental para que organismos olímpicos donaran US$600,000 al Perú como ayuda para las labores de reconstrucción tras las inundaciones. La contribución fue entregada personalmente por Dibós al presidente Pedro Pablo Kuczynski.Durante dicha sesión, el COI adjudicó las sedes de los Juegos Olímpicos de París 2024 y Los Ángeles 2028.
En 2020, durante la 135.ª Sesión del Comité Olímpico Internacional, fue nombrado miembro honorario de la organización.

### Otros cargos
Iván César Dibós Mier ha sido director y gerente en diversas empresas industriales y comerciales, incluyendo la Sociedad Química Industrial Lima y las aerolíneas Faucett.
Desde 2002 hasta 2014, presidió la Alianza Francesa de Lima, una asociación cultural sin fines de lucro dedicada a la enseñanza del idioma francés. Durante su gestión, la institución fue reconocida diversos años por el Ministerio de Educación Nacional de Francia como la Alianza Francesa con mayor número de estudiantes a nivel mundial.También formó parte del directorio de la Sociedad Francesa de Beneficencia.
Desde 2002, forma parte del cuerpo diplomático del Perú como cónsul honorario de Principado de Mónaco en Lima. Además, fue cónsul honorario del Gran Ducado de Luxemburgo en Lima entre 2001 y 2019.

## Política
Dibós comenzó su trayectoria política como síndico de rentas del distrito de Santiago de Surco durante la alcaldía de Piero Pierantoni Cámpora en el año 1979. En el año 1980, tras la designación de Pierantoni como alcalde de la ciudad de Lima, Dibós asumió el mismo cargo en Lima Metropolitana junto a él.
En las elecciones municipales del año 1989, fue elegido regidor como parte de la lista del Movimiento Cívico Independiente OBRAS, encabezada por Ricardo Belmont, quien resultó electo alcalde de la ciudad de Lima para el período 1990-1992.
Durante el periodo de reelección (1993-1995), Dibós ocupó el cargo de teniente alcalde de Lima, asumiendo la alcaldía en diversas ocasiones. Entre las principales obras en las que participó se destacan la construcción del intercambio vial 'El Trébol' de Monterrico, el puente Quiñones en la Avenida Javier Prado, la pavimentación de 100 kilómetros de pistas en pueblos jóvenes, la creación de la Avenida Universitaria, el paso a desnivel de la Avenida 2 de Mayo, y la declaración de Lima como Patrimonio Cultural de la Humanidad por parte de la UNESCO. En esas gestiones, presidió directorios de empresas municipales, como EMAPE, EMILIMA y EMSA, entre otras.
En el 490° aniversario de Lima, Iván Dibós recibió la «Medalla de Lima» en reconocimiento a su trayectoria como dirigente municipal, deportivo y empresarial. La condecoración le fue entregada por el alcalde de Lima, Rafael López Aliaga, el 18 de enero de 2025 en un acto que contó con la presencia de Isabel Díaz Ayuso, presidenta de la Comunidad de Madrid.

## Condecoraciones
- 1980: Orden al Mérito Municipal, Lima, Perú.
- 2001: Medalla de Honor de la Juventud y del Deporte, Francia.
- 2004: Orden al Mérito por Servicios Distinguidos en el grado de Gran Oficial, Perú.
- 2011: Orden Nacional de la Legión de Honor en el grado de Caballero, Francia.
- 2020: Orden Olímpica  de plata, Comité Olímpico Internacional.
- 2021: Orden de Grimaldi en el grado de Caballero, Mónaco.
- 2025: Medalla de Lima, Lima, Perú.